# Ван Бэйсин
Ван Бэйсин (кит. упр. 王北星, пиньинь Wáng Běixīng; 10 марта 1985, Харбин) — китайская конькобежка, бронзовая призёрка Олимпийских игр 2010 года, чемпионка мира 2009 года в спринтерском многоборье, трёхкратная серебряная и единожды бронзовая призёрка чемпионатов мира. Является обладательницей рекордного результата в спринтерском многоборье. Официально результат Ван Бейсин не признан ISU в качестве рекорда мира, поскольку рекорд установлен в три дня, а не два, согласно регламенту.

## Биография
Ван Бэйсин начала кататься на коньках в возрасте 7 лет в 1992 году, когда училась в 1-м классе начальной школы Хуэй в Цицикаре. Её заметил тренер-любитель по конькобежному спорту и через родителей пригласил её тренироваться. В 11 лет она вместе с семьёй переехала в другой район и там занималась шорт-треком и конькобежным спортом. Ван Бэйсин присоединилась к провинциальной команде в возрасте 15 лет, а в возрасте 18 лет отправилась в Канаду тренироваться у иностранного наставника и провела там более 5-ти лет.
В 2003 году она выиграла чемпионат Китая в беге на 500 м и впервые участвовала в зимних Азиатских играх, где заняла 9-е место на дистанции 500 м. Через год дебютировала на Кубке мира, и на этапе в Калгари преодолела 40-секундную отметку с результатом 39,72 сек, а в 2005 году стала 2-й на 10-х Национальных зимних играх. В феврале на чемпионате мира в спринтерском многоборье в Солт-Лейк Сити заняла высокое 6-е место в квалификации.
В марте на чемпионате мира на отдельных дистанциях в Инцелле выиграла серебряную медаль в беге на 500 м и заняла 9-е место на дистанции 1000 м. На чемпионате мира в спринте заняла 10-е место. В феврале 2006 года на зимних Олимпийских играх в Турине заняла 7-е место на дистанции 500 м, и 29-е на 1000 м.
На зимних Азиатских играх в Чанчуне в 2007 году Ван Бэйсин завоевала две золотые медали на дистанциях 500 и 1000 м и серебряную медаль в беге на 100 м. Следом на чемпионате мира в Солт-Лейк Сити выиграла"серебро" в забеге на 500 м. В 2008 году выиграла в спринте 11-е Национальные игры и вновь стала 2-й на 500 м на чемпионате мира в Нагано.
В 2009 году на спринтерском чемпионате мира в Москве завоевала "золото" в многоборье. А на чемпионате мира в Ричмонде заняла 2-е место на дистанции 500 м. В 2010 году на зимних Олимпийских играх в Ванкувере Ван Бэйсин завоевала бронзовую медаль на дистанции 500 м, а на 1000 м стала 23-й.
Через год она заняла 2-е место в забеге на 500 м на зимних Азиатских играх в Астане и 3-е место на той же дистанции на чемпионате мира на отдельных дистанциях в Инцелле. В 2012 году Бэйсин стала 3-й в спринте на 12-х Зимних играх Китая и заняла 7-е место на чемпионате мира в Калгари.
На чемпионате мира на отдельных дистанциях в Сочи она в очередной раз выиграла "серебро" на дистанции 500 м. Последними крупными соревнованиями у неё были зимние Олимпийские игры в Сочи в феврале 2014 года, на которых она заняла 7-е место на дистанции 500 м и 14-е на 1000 м. В феврале 2014 года Ван Бэйсин, после игр в Сочи решила завершить карьеру из-за травм.

## Личная жизнь
Ван Бэйсин с 2003 по 2005 год училась в Харбинском педагогическом университете и с 2014 по 2016 года в Китайском университете Жэньминь получила степень магистра в области бизнес-администрирования. В 2009 году стала гражданкой Канады. Она участвовала в мероприятиях по продвижению зимних видов спорта, в том числе в общественных благотворительных мероприятиях ice and snow в кампусе. В 2017 году Ван Бэйсин стала членом Технического комитета Международного союза конькобежцев. В 2018 году она впервые приняла участие в зимних Олимпийских играх в качестве технического чиновника, чтобы помочь Оргкомитету зимних Олимпийских игр в Пхёнчхане в организации соревнований и была директором департамента соревнований по конькобежному спорту на Национальном конькобежном стадионе Китая на олимпиаде в Пекине. Её отец и мать Чжэн Гуй Цинь сейчас на пенсии, а младший брат закончил учёбу. У Ван Бэйсин есть дочь.